# Monotagma dolosum
Monotagma dolosum är en strimbladsväxtart som beskrevs av James Francis Macbride. Monotagma dolosum ingår i släktet Monotagma och familjen strimbladsväxter.
Artens utbredningsområde är Peru. Inga underarter finns listade.